# Francis Seymour Haden
Pour les articles homonymes, voir Haden.
Sir Francis Seymour Haden, né le 16 septembre 1818 à Londres et mort le 1er juin 1910 à Alresford (Essex) est un chirurgien et graveur anglais.
Il est l'instigateur et le cofondateur de la Royal Society of Painter-Printmakers en 1880.

## Biographie
Seymour Haden est le fils de Charles Thomas Haden, lui-même médecin réputé et mélomane. Il est élève de la Derby School et poursuit ses études au Christ's Hospital et à l'University College de Londres, ainsi qu'à la Sorbonne à Paris où il obtient un diplôme en 1840. Il est admis au sein du Collège des chirurgiens de Londres en 1842.

### Carrière artistique

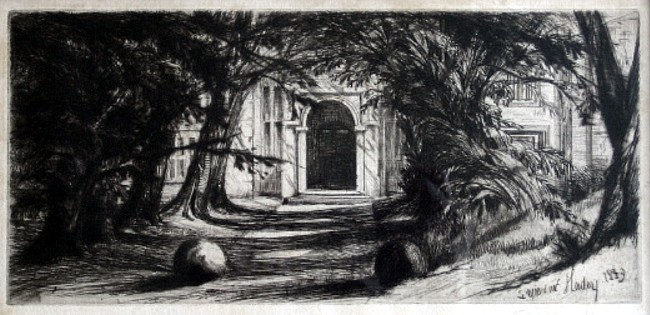
Mytton Hall (1859), eau forte.

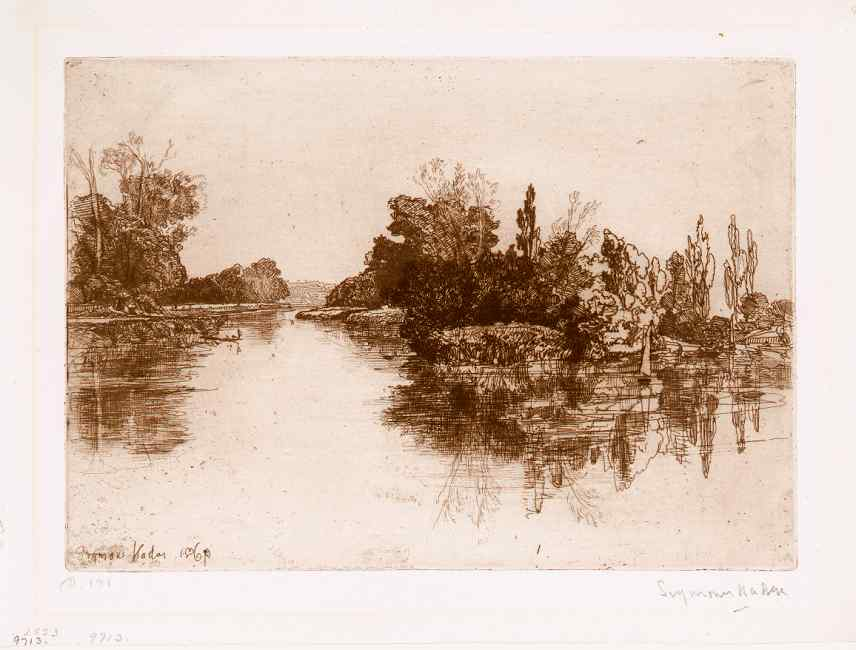
The Island Opposite Boyle's Farm, Upper Thames (1869).

En 1843 et 1844, il voyage en Italie avec ses amis Duval, Le Cannes et le colonel Guibout et exécute ses premiers dessins, des scènes de la nature. Haden ne s'est inscrit à aucune école d'art et n'a pas eu de professeurs. Entre 1845 et 1848, il travaille sur des séries d'impressions de gravures appartenant à un vendeur de seconde main nommé Love, qui tient une boutique à Bunhill Row, le vieux quartier quaker de Londres. Procédant par ordre chronologique, il étudie les œuvres des grands graveurs, Albrecht Dürer, Lucas van Leyden et Rembrandt.
Les premières estampes produites par Seymour Haden furent influencées par son beau-frère, James Whistler, dont il reste le premier émule. En 1855, il installe dans sa maison de Sloane Street une presse : lui et Whistler collaborèrent ensemble à produire une série ayant pour thème la Tamise. Seymour Haden devient peu à peu le maître incontesté de l'eau forte en Angleterre, ou du moins le plus original et celui qui contribua à rénover cet art. 
En 1859, son talent lui vaut l'admiration du critique Philippe Burty, qui dit être « charmé par l'audition d'une belle mélodie populaire » à la vue de ses gravures.
Ses efforts pour faire revivre l'eau-forte portent ses fruits, et il cofonde en 1880 la Royal Society of Painter-Etchers and Engravers. Il en est le premier président et le reste jusqu'en 1910.

### Famille
En 1847 il épouse la sœur de l'artiste James McNeill Whistler qui lui présente Henri Fantin-Latour. Ces trois peintres se retrouvent souvent dans les années 1860, soit dans la campagne londonienne, soit à Paris.
Son fils aîné, Francis Seymour Haden (né en 1850), aura une carrière brillante comme membre du gouvernement de la colonie du Natal de 1881 à 1893 et sera CMG en 1890.

## Honneurs
Entre autres nombreuses distinctions, il se voit décerner le grand prix de Paris en 1889 et 1900, et devient membre de l'Institut de France, de l'Académie des beaux-arts et de la Société des artistes français. Il est fait chevalier en 1894.

### Décorations
- Ordre de Saint-Michel et Saint-Georges Compagnon (CMG).